# Roland May (Fußballspieler)
Roland May (* 9. Oktober 1942) war Fußballspieler in der DDR-Oberliga. In der höchsten Spielklasse des DDR-Fußballverbandes spielte er kurzzeitig für Dynamo Dresden und Stahl Riesa.
Im Alter von 22 Jahren wechselte May 1965 von der unterklassigen Betriebssportgemeinschaft (BSG) Motor in Cossebaude zum Fußballzentrum der Region, dem Oberligisten Dynamo Dresden. Dort kam er in der Rückrunde der Saison 1965/66 für zehn Spiele in der Oberliga zum Einsatz. Dies hatte er dem Umstand zu verdanken, dass mit Steffen Engelmohr und Wolfgang Pfeifer zwei Verteidiger ausgefallen waren. Folgerichtig spielte dann May auch in der Innenverteidigung. Sein erstes Oberligaspiel bestritt er am 26. Februar 1966 in der Begegnung des 19. Spieltages Rot-Weiß Erfurt – Dynamo Dresden (0:0). Nachdem wieder alle Stammkräfte zur Verfügung standen, wurde May in die zweite Dynamo-Mannschaft zurückversetzt und kam in der Saison 1966/67 zu keinem Oberligaeinsatz. 1967/68 ermöglichte ihm erneut der Ausfall von Engelmohr weitere Spiele in der Oberliga. Zwischen dem 2. und 19. Spieltag kam er neunmal in der Verteidigung zum Einsatz. Darüber hinaus stand er am 20. September 1967 in der Startelf beim ersten Europapokalspiel in Dynamo Dresdens Vereinsgeschichte gegen die Glasgow Rangers. Als Dynamo Dresden am Saisonende absteigen musste, wurde May endgültig aus der ersten Mannschaft aussortiert und spielte bis 1970 nur noch in der zweiten Mannschaft, die in der drittklassigen Bezirksliga antrat.
In der Saison 1970/71 spielte May für die BSG Stahl Riesa wieder in der Oberliga. Allerdings reichte es erneut nicht zum Stammspieler, denn er wurde nur in sieben Punktspielen wiederum als Verteidiger eingesetzt. Nach einem Jahr nahm May erneut einen Wechsel vor und schloss sich nun dem zweitklassigen DDR-Ligisten FSV Lok Dresden an. Dort absolvierte er die Saison 1971/72 und beendete danach seine leistungssportliche Laufbahn. In dieser hatte er während drei Spielzeiten 26 Oberligaspiele bestritten. Sein einziges Oberligator erzielte er 1967/68 für Dynamo Dresden.